# Westinghouse J46
Westinghouse J46 byl proudový motor s přídavným spalováním, který byl vyvinut jako pohonná jednotka několika letounů námořnictva Spojených států amerických v 50. letech 20. století. Bylo plánováno, že bude sloužit jako pohonná jednotka verze letounu F3D-3 Skyknight se zkosenými křídly, který byl nakonec zrušen. Také poháněl letouny Convair F2Y Sea Dart a Vought F7U Cutlass. Také sloužil k pohonu rychlostního automobilu Wingfoot Express.

## Vývoj a popis
Motor J46 byl vyvinut jako asi o polovinu větší a výkonnější verze motoru Westinghouse J34. Vývoj tohoto motoru se potýkal s celou řadou problémů.
Motor měl jedenáctistupňový kompresor, který byl poháněn jedinou hřídelí dvoustupňovou turbínou. Motor měl rovněž zabudované jedno z prvních přídavných spalování, které bylo jednoduché konstrukce a bylo ovládáno dlouhou tyčí, která se táhla po celé délce motoru.

## Varianty

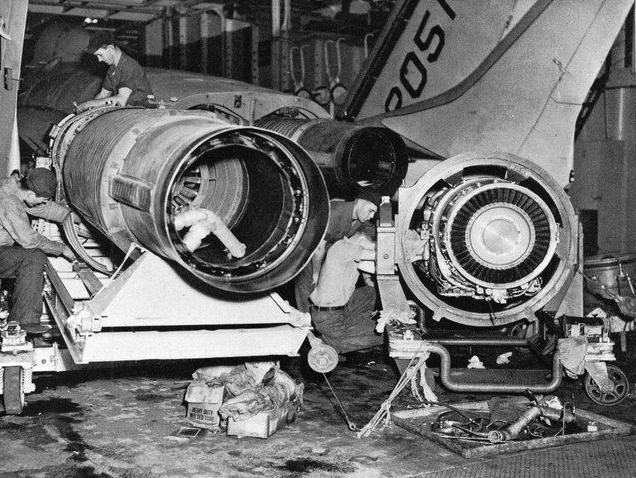
Údržba motorů J46 letounu F7U Cutlass na palubě letadlové lodi USS Hancock (CVA-19) v roce 1957

- J46-WE-8: tah 21,4 kN (4 800 lb) bez přídavného spalování. Tato verze poháněla letouny F7U Cutlass. Většina letounů F7U-3 byla vybavena subvariantou J46-WE-8B, což jim dalo maximální rychlost 1 095 km/h (680 mph).[4] Tato varianta poháněla také vysokorychlostní člun Harvey Hustler, který dokázal vyvinou rychlost větší než 275 mph.[5]
- J46-WE-18: tah 27,1 kN (6 100 lb) bez přídavného spalování. Tato verze měla být určena pro plánované útočné letouny A2U, což měla být útočná varianta letounu F7U. Tato verze byla zrušena spolu se zrušením plánovaného letounu.[6]
- J46-WE-12: varianta pro hydroplány Convair F2Y Sea Dart. Motor byl vybaven systémem pro rozprašování čisté vody pro rozpuštění usazené soli v motoru před vzletem.[6]

## Použití
Motor J46 byl používán u následujících letounů: 
- Convair F2Y Sea Dart
- Vought F7U Cutlass

Motor byl použit i k pohonu rychlostního člunu Harvey Hustler a vysokorychlostní vozidlo Wingfoot Express.

## Specifikace (J46-WE-8)
Data pocházejí z časopisu „Flight“.

### Technické údaje
- Typ: proudový motor s přídavným spalováním
- Délka: 5,0 m
- Průměr: 0,86 m
- Hmotnost: 952,5 kg

### Součásti motoru
- Kompresor: jednoduchý, jedenáctistupňový, axiální
- Spalovací komora: prstencový typ
- Turbína: dvoustupňová

### Výkony
- Maximální tah: 21,4 kN (4 800 lb), 26,7 kN (6 000 lb) s přídavným spalováním
- Celkové stlačení za kompresorem: 6
- Poměr tah/hmotnost: 2,3 / 2,9 (s přídavným spalováním)